# José Enrique Finol
José Enrique Finol nació el 2 de septiembre de 1949 en El Carmelo, estado Zulia, Venezuela; es un semiótico venezolano, reconocido internacionalmente como investigador, docente y articulista en el campo de la sociosemiótica de la cultura y la antropología. Fue Vicepresidente de la Asociación Internacional de Semiótica, Becario Prometeo, nivel Investigador 1, en la Secretaría de Educación Superior, Ciencia y Tecnología (SENESCYT) de Ecuador; investigador en la Universidad de Lima, Perú; ha dictado cursos en diversos países del mundo.

## Reseña biográfica

### Nacimiento e infancia
José Enrique Finol nació el 2 de septiembre de 1949 en El Carmelo, estado Zulia. Es el penúltimo de los 6 hijos de Helímenas Finol y Alba Nera Finol.

### Estudios
A los 23 años se graduó de Licenciado en Letras de la Universidad del Zulia, Venezuela, donde ingresó como profesor de Comunicación y Lenguaje en 1973.
En 1980 en la Escuela de Altos Estudios en Ciencias Sociales (París, Francia) terminó su doctorado en Ciencias de la Información y de la Comunicación, con la tesis: Contribution à la Sémiotique du mythe guajiro.
Completó su formación de pre y posgrado con cursos de Semiótica del objeto, del texto y de la imagen y de Semiótica de la Escena en el Centro Internacional de Semiótica y Lingüística de la Universidad de Urbino (Urbino, Italia); y luego cursó Estudios Avanzados en Ciencias de la Información y de la Comunicación en la Escuela de Altos Estudios de Ciencias Sociales (París, Francia). También participó en San Petersburgo, Rusia, en seminarios de Semiótica del Arte.
Asimismo, realizó un programa de postdoctorado de dos años (1991-1993) en Semiótica y Antropología en el Research Center for Language and Semiotic Studies de la Universidad de Indiana (Bloomington, Estados Unidos).
Obtuvo en julio de 2009 el Doctorado Honoris Causa de la Universidad del Zulia (LUZ).
Sus estudios y conferencias internacionales le han permitido hablar español, inglés y francés.

## Academia
En la misma universidad de donde egresó ejerció el rol de docente e investigador a Dedicación Exclusiva desde 1973. Fue decano de la Facultad Experimental de Ciencias de esa universidad, entre 1985 y 1988 y luego entre 1994 y 1997.
Coordinó, presidió y dirigió diversas organizaciones académicas, asociaciones y laboratorios, entre ellas la presidencia de la Federación Latinoamericana de Semiótica (FELS), la presidencia del Museo de Arte Contemporáneo del Estado Zulia (Maczul), la Asociación Venezolana de Semiótica (AVS) y la Escuela Latinoamericana de Semiótica de la Universidad del Zulia.
Fundó y dirigió Opción, Revista de Ciencias Humanas y Sociales, de la Universidad del Zulia, y fundó y coordinó el Laboratorio de Investigaciones Semióticas y Antropológicas (LISA) de la Universidad del Zulia, el cual, por decisión del Consejo Universitario de la misma, lleva hoy su nombre.
Obtuvo el máximo nivel (IV) como investigador otorgado por el Programa de Promoción del Investigador del Observatorio Nacional de Ciencia, Tecnología e Innovación (Caracas, Venezuela), con lo cual obtuvo financiamiento para sus investigaciones.

### Producción académica
Ha publicado más de 130 artículos en revistas científicas arbitradas, producto de sus investigaciones en tópicos como antroposemiótica de la muerte, del cambio ritual, semiótica de la estética corporal, del rito, de la violencia representada en los medios, del cómic, del cine, del discurso, entre otros. Sus más recientes investigaciones versan sobre lo que, siguiendo a Iuri Lotman, ha denominado La Corposfera, un campo semiótico de ricas y variadas significaciones relativamente poco estudiado por los semióticos.  
Su experiencia llegó al colectivo en el estado Zulia a través de su columna de opinión periodística llamada “Crítico-lógicas”, de la que fue autor desde 1978 hasta 1996, publicando más de 1000 artículos. También escribió opinión en otros medios de comunicación de la región.
Ha sido miembro de comités de proponentes y honorario en diferentes asociaciones y federaciones científicas, entre las que destaca la Asociación Mexicana de Semiótica Visual y del Espacio (AMESVE), en 2006.
Ha mostrado sus investigaciones como conferencista invitado en más de 100 eventos académicos, llevados a cabo en Venezuela, Italia, Estados Unidos, México, Brasil, España, Irlanda, Finlandia, Austria, Portugal, Argentina, Francia, Canadá, Colombia, Ecuador, Bolivia, China y Chile.
Además, Finol ha sido invitado como árbitro en las revistas científicas Omnia, C + I,  Opción, Enl@ce y deSignis, esta última de la Federación Latinoamericana de Semiótica (Buenos Aires, Argentina).
Fue director invitado de la edición No. 29 de Heterogénesis, Tidskriftförvisuelkonst - Revista de Artes Visuales, Lund, Sweden (Suecia) año VIII, en octubre de 1999.
En otras revistas, ha participado como miembro consultivo del comité editorial o editor. En diciembre de 2011 fue Editor invitado de la revista Epistémè No. 6. Semiotics of Body. Revue internationale des sciences sociales et humaines appliquées, de la  Universidad de Korea, Seoul.
Más de 11 eventos académicos, en su mayoría de relevancia internacional fueron organizados por José Enrique Finol o su rol ha sido de presidente o coordinador superior. Resalta el VI Congreso Latinoamericano de Semiótica, en Maracaibo, Venezuela, en el cual fue presidente del comité.

#### Libros y Monografías
- 1983 Semiótica, Comunicación y Cultura
- 1983 y 2007 Mito y Cultura Guajira (I y II edición)
- 1984 Políticas y Prioridades del Post-Grado en LUZ (G. Parra, J.J. Villasmil, José E. Finol et al.)
- 1984 Los Signos de la Crisis
- 1990 A 200 Años de la Revolución Francesa (A. Calimán, A. Lombardi, José E. Finol A. Gollo, et. al.)
- 1993 El Neo-Analfabetismo (José Enrique Finol, Vittoria Coletta y Susana  de Bravo, trabajo ganador del premio “Andrés Bello”, Mención Ciencias Sociales, Universidad del Zulia).
- 2007 Semióticas de la Cultura (I. de Molero, A. Mosquera, José Enrique Finol (Editores)
- 2008 Semióticas del cine. I. de Molero, A. Mosquera, José Enrique Finol (Editores)
- 2009 Semióticas del Rito. (José Enrique Finol, I. de Molero, A. Mosquera (Editores)
- 2009. Capillitas a la orilla del camino: una micro-cultura funeraria. José Enrique Finol y David Enrique Finol.
- 2009 Semióticas del Cuerpo. A. Mosquera, José Enrique Finol, I. García de Molero (Editores).
- 2014 La Corposfera. Para una Cartografía de las Semióticas del Cuerpo (en prensa).
- 2021 On the Corposphere. Anthropo Semiotics of the body. Berlin: De Gruyter.

### Premios y reconocimientos
- Ganador (Premio Estatal de Periodismo, Mención Investigación y Docencia, Asamblea Legislativa del Estado Zulia, 1982)
- Ganador (Premio Municipal de Periodismo, Concejo Municipal del Distrito Maracaibo, 1982)
- Ganador (Premio a la Investigación Científica "Andrés Bello", mención Ciencias Sociales y Humanas, LUZ, 1993)
- Ganador (Premio al Rendimiento Académico. Universidad del Zulia. Vicerrectorado Académico, 1998)
- Ganador (Premio de Investigación “Francisco Eugenio Bustamante”, Universidad del Zulia, 2006)
- Ganador (Premio a la Investigación Científica, Asociación de Profesores de la Universidad del Zulia, 2006)
- Ganador (Premio Ciencias. Mención Ciencias Humanas (Universidad del Zulia Facultad Experimental de Ciencias, XI Jornadas Nacionales de Investigación Científica, 2007)
- Ganador (Premio de la Mutirão de Comunicação América Latina e Caribe, Mención: Producción Académica. Trabajo ganador: Ciudadanía y Discurso Noticioso:el caso de la red Nacional de Fe y Alegría (en conjunto con Mónica Marchesi) Organización Católica Latinoamericana y Caribeña de Comunicación (OCLACC), Porto Alegre, Brasil, 2009)
- Mención honorífica (Premio “Fundación Xavier de Salas”. (Ministerio de Cultura, España – Fundación Xavier de Salas, Madrid, 2010)

### Distinciones
- Orden al Mérito Científico “Relámpago del Catatumbo” por la Gobernación del Estado Zulia.
- Profesor Honorario de la Universidad Católica “Cecilio Acosta”
- Orden al Mérito "Dr. Jesús Enrique Lossada" 2.ª. Clase de la Universidad del Zulia.
- Orden al Mérito “Dr. Jesús Enrique Lossada” 1.ª. Clase de la Universidad del Zulia.
- Bautizo del Laboratorio de Investigaciones Semióticas y Antropológicas de la Universidad del Zulia con el epónimo “Dr. José Enrique Finol”. 26 de abril, 2013.
- Doctor Honoris Causa de la Universidad del Zulia.

## Vida política
Fungió como Senador Suplente en el Congreso de la República de Venezuela (1989-1993) y Miembro de la Comisión Legislativa del Estado Zulia (Febrero – Agosto 2000).

## Vida personal
Contrajo matrimonio en 1974 con Niní Bracho, con quien tuvo a su hijo mayor, Fidel Ernesto. Al año siguiente se divorcia. En 1976 conoce a Jannina González en la Universidad del Zulia, con quien se casa el 15 de julio de 1977 y tiene tres hijos más: Daniel Ernesto, David Enrique y Diego  Enrique.